# Pride (In the Name of Love)
Pride (In the Name of Love) è un singolo del gruppo musicale irlandese U2, pubblicato il 4 settembre 1984 come primo estratto dal quarto album in studio The Unforgettable Fire.
Il singolo fu la prima hit internazionale del gruppo raggiungendo il 3º posto nella Official Singles Chart britannica e il 33º posto nella Billboard Hot 100 statunitense. La canzone è stata inserita nella raccolta The Best of 1980-1990 e in U218 Singles, oltre ad essere inserita al 378º posto nella lista delle 500 migliori canzoni di tutti i tempi stilata dalla rivista Rolling Stone.
La canzone era stata inizialmente pensata per il presidente degli Stati Uniti, Ronald Reagan, famoso per il suo orgoglio, ma successivamente Bono venne ispirato da un libro di Stephen B. Oates intitolato Let the Trumpet Sound: A Life of Martin Luther King, Jr. che raccontava la storia del Reverendo Martin Luther King Jr.. Il verso del brano che si riferisce all'assassinio di Martin Luther King («Early morning, April 4/Shot rings out in the Memphis sky», "mattina presto, 4 aprile/si sente uno sparo nel cielo di Memphis") contiene un errore storico, perché King fu assassinato nel pomeriggio (intorno alle ore 18). Bono ha in seguito cercato di correggere l'errore cantando "early evening" anziché "early morning" in molte versioni dal vivo e nella versione in studio registrata per l'album Songs of Surrender del 2023.

## Esibizioni dal vivo
Fin dalla sua uscita, Pride è stata suonata in tutti i concerti realizzati dal gruppo; la canzone è stata suonata 1.024 volte su un totale di 1.022 concerti (dato di dicembre 2019). In numerose versioni live di questo brano, gli U2 inseriscono al termine dell'assolo una dedica a Martin Luther King. Nella versione che troviamo nell'album Rattle and Hum, Bono introduce l'ultimo ritornello con le parole: «per il reverendo Martin Luther King, cantiamo!».

## Video musicale
Parte del videoclip del brano Pride è stato girato presso la sala da ballo dello Slane Castle.

## Tracce
Testi e musiche di Bono.
1. Pride (In the Name of Love) (Album Version) – 3:46
2. Boomerang (Vocal) (Single Version) – 4:49

## Formazione
Gruppo
- Bono – voce
- The Edge – chitarra, cori
- Adam Clayton – basso
- Larry Mullen – batteria

Altri musicisti
- Chrissie Hynde - cori

## Classifiche
| Classifica (1984)             | Posizione massima |
| ----------------------------- | ----------------- |
| Australia                     | 4                 |
| Belgio (Fiandre)              | 6                 |
| Canada                        | 26                |
| Finlandia                     | 23                |
| Germania                      | 27                |
| Irlanda                       | 2                 |
| Italia                        | 27                |
| Norvegia                      | 7                 |
| Nuova Zelanda                 | 1                 |
| Paesi Bassi                   | 5                 |
| Regno Unito                   | 3                 |
| Stati Uniti                   | 33                |
| Stati Uniti (mainstream rock) | 2                 |
| Svezia                        | 12                |